# Sharktopus
Sharktopus ist ein US-amerikanischer Low-Budget-Fernsehfilm aus dem Jahr 2010. Erstmals wurde der Film am 25. September 2010 vom US-amerikanischen Fernsehsender Syfy ausgestrahlt.

## Handlung
Die US-amerikanische Marinekommission, auch bekannt als „Blue Water“, wird beauftragt, ein Tier, das halb Hai, halb Krake ist, für den Kampf genetisch zu konstruieren. Während einer Demonstration, die Dealer von Santa Monica vertreiben soll, entweicht das Tier der Kontrolle seiner Schöpfer und steuert direkt Puerto Vallarta an. Gejagt durch die Gruppe „Blue Water“ und ein Fernsehteam, greift das Ungeheuer zahlreiche Strandbesucher an. Letztendlich zerstören Andy Flynn und Nicole Sands Sharktopus, nachdem es den Vater von Nicole und den Schöpfer von Sharktopus, Dr. Nathan Sands, getötet hat.

## Veröffentlichung
Die Blu-ray Disc und die DVD sind in den Vereinigten Staaten am 15. März 2011 erschienen.

## Rezeption
Sharktopus wurde mit stark polarisierten Kritiken bedacht, wobei die Kritikenaggregationsseite Rotten Tomatoes zwei von fünf aufgeführten Reviews als positiv erachtete und 24 % der Benutzer den Film positiv bewerteten (Stand 5. März 2025).

## Synchronisation
| Schauspieler   | Deutscher Sprecher | Rolle                     |
| -------------- | ------------------ | ------------------------- |
| Ralph Garman   | Frank Röth         | Captain Jack              |
| Peter Nelson   | Dieter Memel       | Commander Cox             |
| Eric Roberts   | Ekkehardt Belle    | Nathan Sands              |
| Blake Lindsey  | Kai Taschner       | Pez                       |
| Héctor Jiménez | Stefan Günther     | Bones                     |
|                | Gerhard Acktun     | Bärtiger Arbeiter (Cameo) |

## Fortsetzungen
Im August wurde auf dreadcentral.com eine Fortsetzung des Films angekündigt, in der Sharktopus gegen Pteracuda – ein Tier, das halb Pterodaktylus, halb Pfeilhecht ist – und Stars wie Robert Carradine kämpfen sollte. Der Film wurde 2014 als Sharktopus vs. Pteracuda veröffentlicht.
2015 erschien die Fortsetzung Sharktopus vs. Whalewolf, in der der Gegner halb Schwertwal und halb Wolf ist.
In der weiteren, bereits angekündigten Fortsetzung, Sharktopus vs. Mermantula, wird Sharktopus gegen ein Ungeheuer, das teils Mann, teils Piranha und teils Tarantel ist, kämpfen.

## Trivia
- Im Dezember 2023 hielten Forschende der University of Auckland filmisch fest, wie sich ein Oktopus auf dem Rücken eines Makohais festhielt und den Hai als Transportmittel nutzte. Knapp 15 Monate später, im März 2025, wurde das Videomaterial veröffentlicht. Als Spitzname entwickelt sich Sharktopus als Anspielung auf den gleichnamigen Film.[2]